# 우크라이나 국제항공 752편 격추 사건

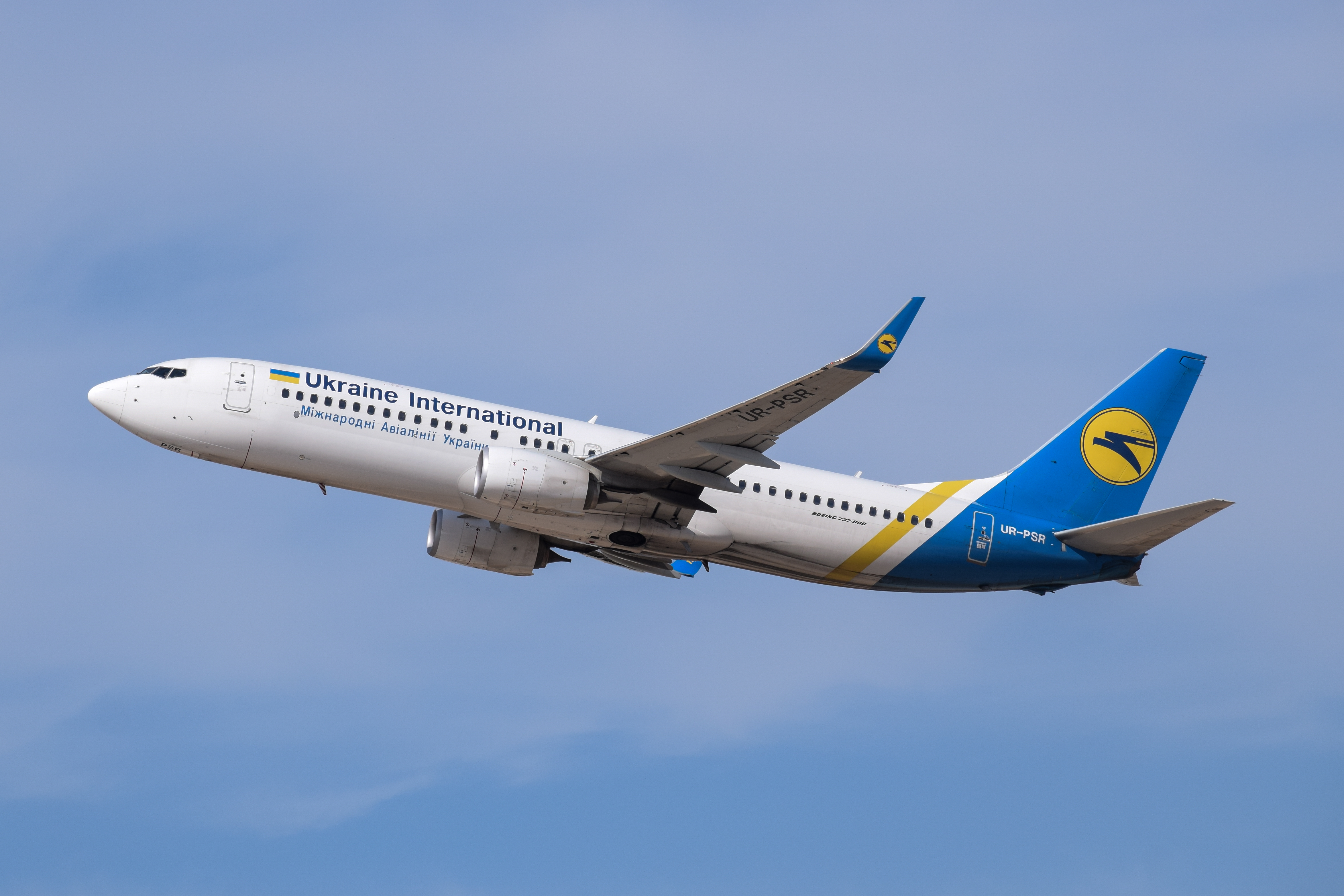
해당 사건과 연루되어 있었던 항공기인 UR-PSR이 2019년 10월 당시 이스라엘의 벤구리온 국제공항에서 이륙하고 있는 모습.

우크라이나 국제항공 752편 격추 사건(우크라이나어: Катастрофа Boeing 737 під Тегераном, 영어: Ukraine International Airlines Flight 752)는 2020년 1월 8일 이란 테헤란 이맘 호메이니 국제공항에서 이륙 직후 추락한 항공 사고로 본래 이맘 호메이니 국제공항을 떠나 우크라이나의 수도 키이우의 보리스필 국제공항에 도착할 예정이었으나 이륙 직후 교신이 끊긴 뒤 곧장 추락하면서 승객 167명과 승무원 9명 등 176명의 탑승객 전원이 사망했다. 이 사고의 여파로 인해 이란의 테러 등 도발 행위가 일어난 설도 있었으나 사고 발생 3일 뒤인 1월 11일 항공사고 위원회의 조사 보고 결과 이란이 실수로 격추한 것을 시인한 것으로 결론지어졌다.

## 사고의 원인
이란의 국영 통신사인 ISNA에 따르면 이날 키이우로 향하던 여객기가 테헤란 이맘 호메이니 국제공항을 이륙하자마자 얼마 못가 추락했다고 보도했고 이후 피르호세인 쿨리반드 이란 응급 의료국장은 "승객은 모두 숨졌다"며 "시신들을 전부 검시관에게 최대한 빨리 보내기 위해 수습하는 중"이라고 밝혔다. 
이날 오전 6시 12분 해당 공항을 이륙한 우크라이나 국제항공 752편은 상공 8,000피트에 도달한 오전 6시 18분 이후 연락이 두절되었고 그로부터 4분 후인 6시 22분에 추락했으며 추락 지점은 테헤란 남서쪽 외곽의 농지였다. 
ISNA가 유포한 영상에는 비행기가 상공에서 지상을 향해 떨어지는 과정에서 이미 불에 타고 있는 모습이 포착되었으며 볼로디미르 젤렌스키 우크라이나 대통령은 이날 페이스북에 "모든 승객과 승무원이 사망했다"며 "참사 경위와 사망자 명단에 대한 정보를 명확히 하기 위해 노력하고 있다"고 밝혔다.
그리고 이번 사고 여파에 따라 탑승객 대부분이 이란인과 캐나다인으로 구성되었는데 우크라이나 자국인 탑승객은 도리어 적은 수준으로 나왔고
조사 도중 추락한 기체에서 의문의 구멍 자국을 발견했으며 참고로 캐나다 국적자들은 대부분이 이란계로 알려졌다.

## 탑승자 명단
사고 항공기의 탑승자 명단은 다음과 같다.
| 국적         | 탑승객 | 승무원 | 소계 |
| ------------ | ------ | ------ | ---- |
| 이란         | 82     | 0      | 82   |
| 캐나다       | 63     | 0      | 63   |
| 우크라이나   | 2      | 9      | 11   |
| 스웨덴       | 10     | 0      | 10   |
| 아프가니스탄 | 4      | 0      | 4    |
| 독일         | 3      | 0      | 3    |
| 영국         | 3      | 0      | 3    |
| 전체         | 167    | 9      | 176  |

## 사고 당시 사진

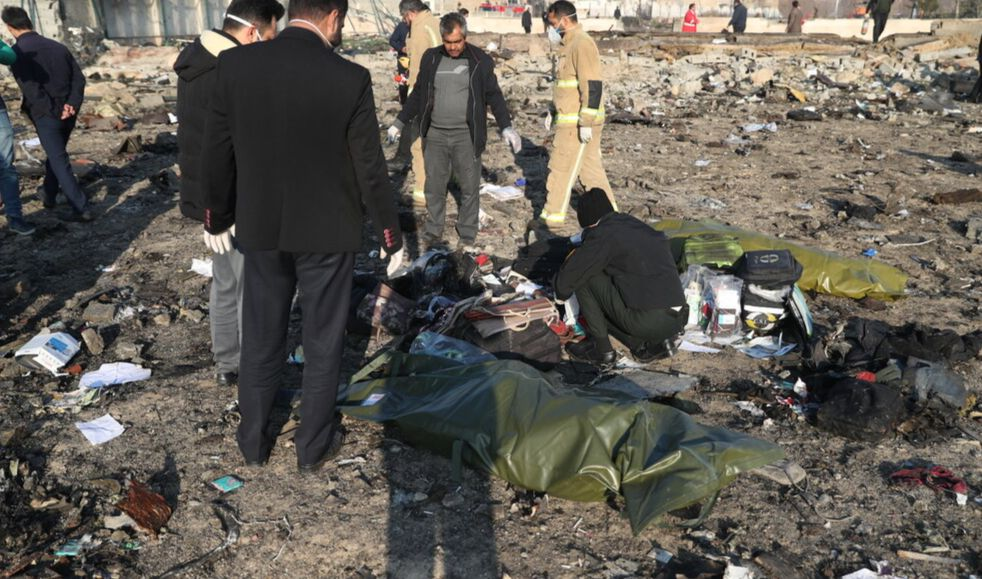
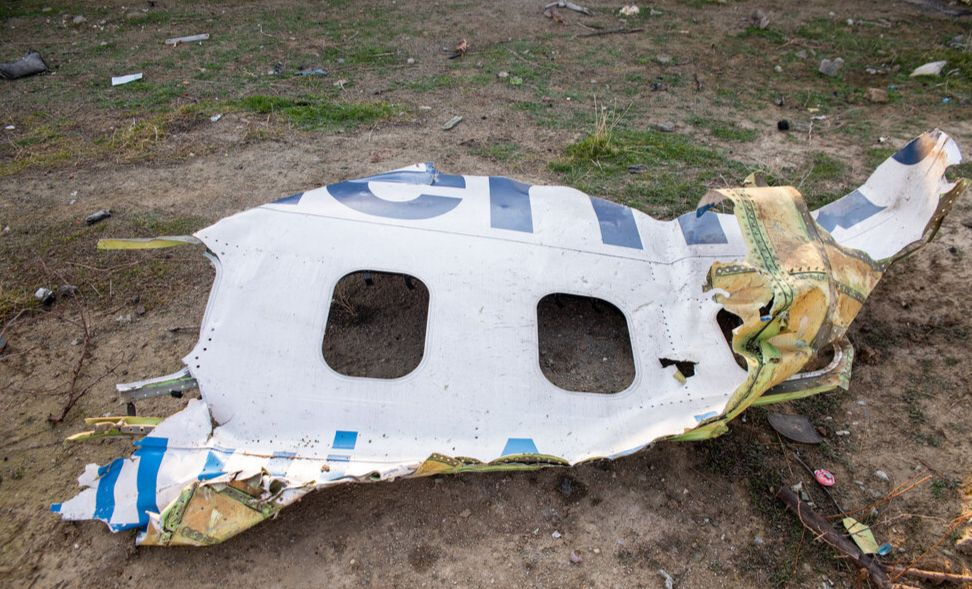
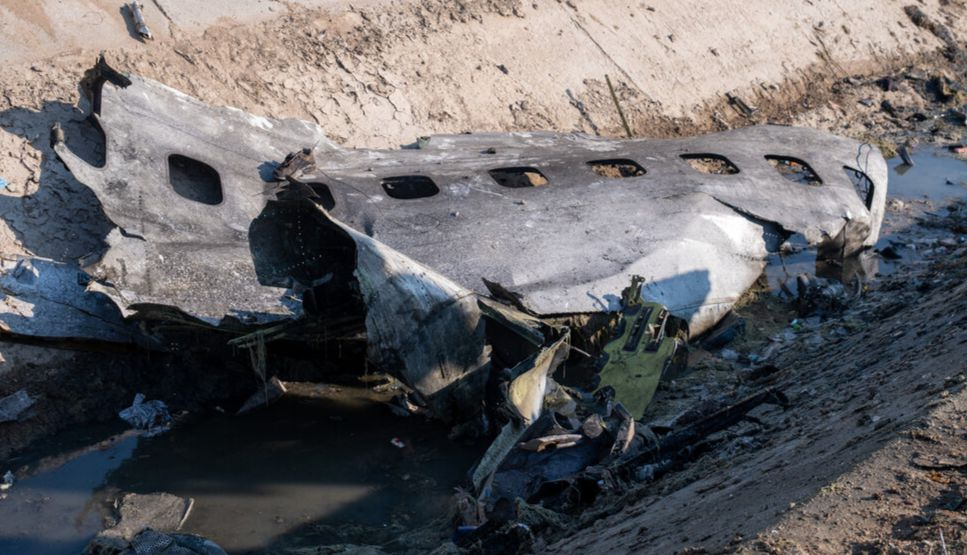
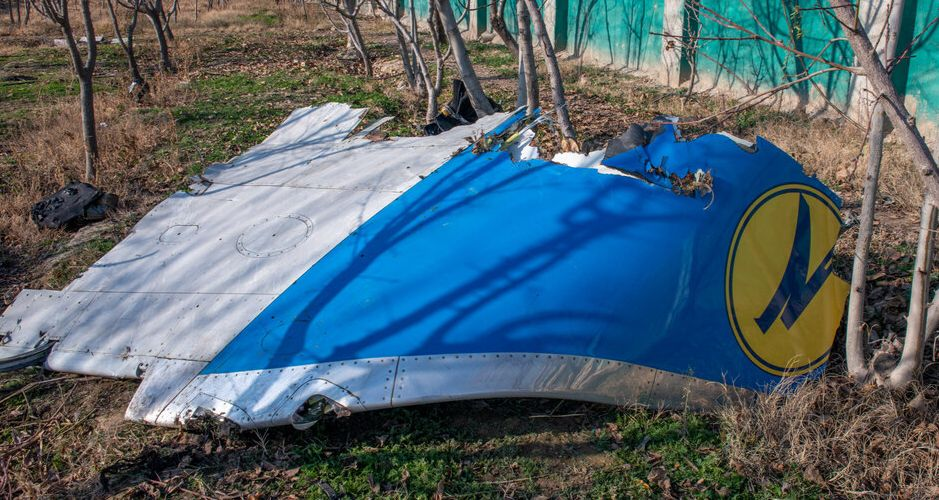
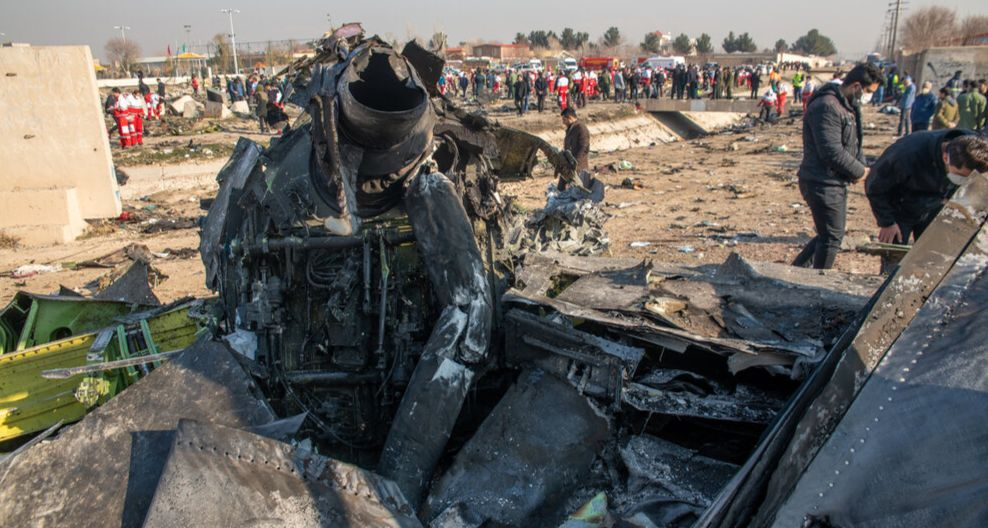
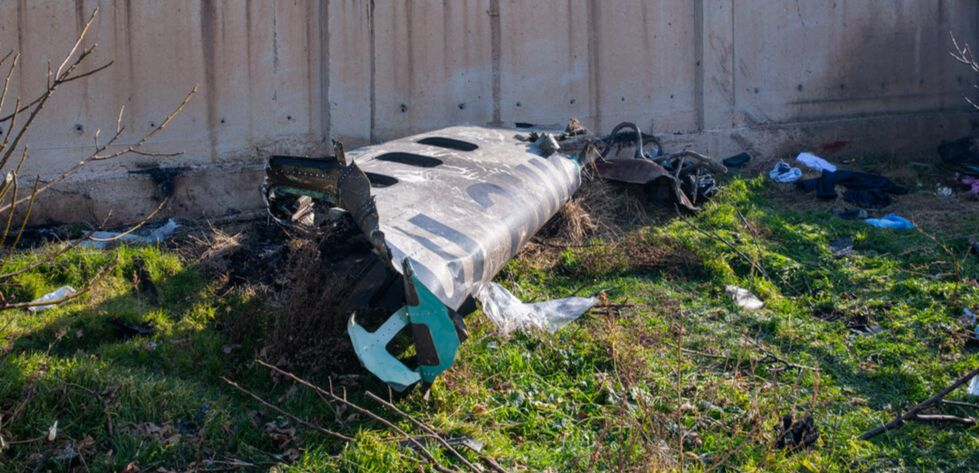
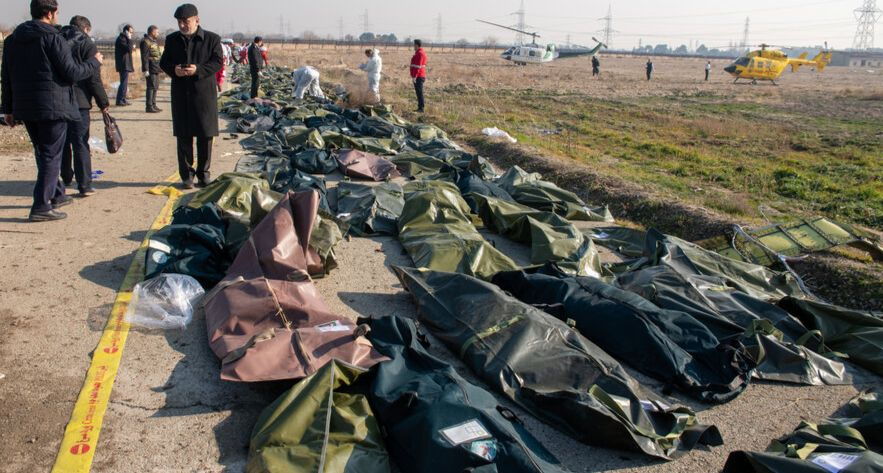
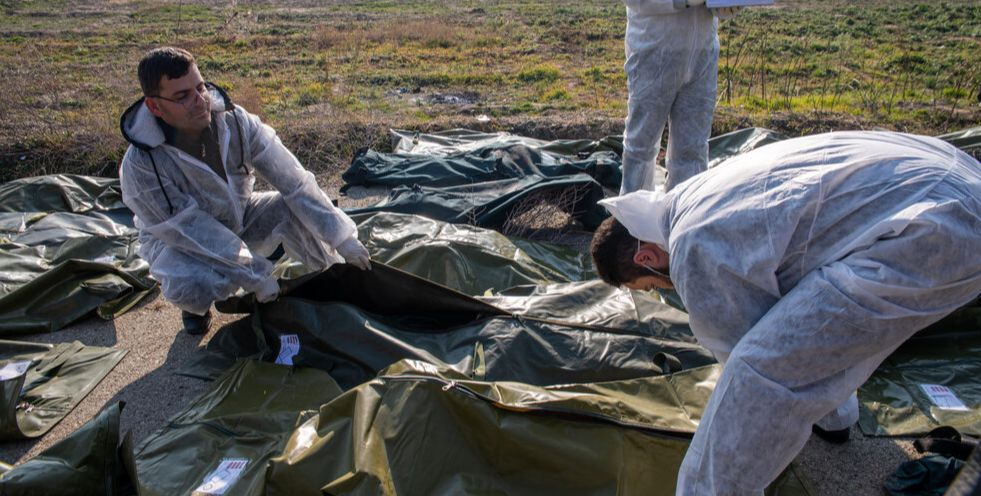
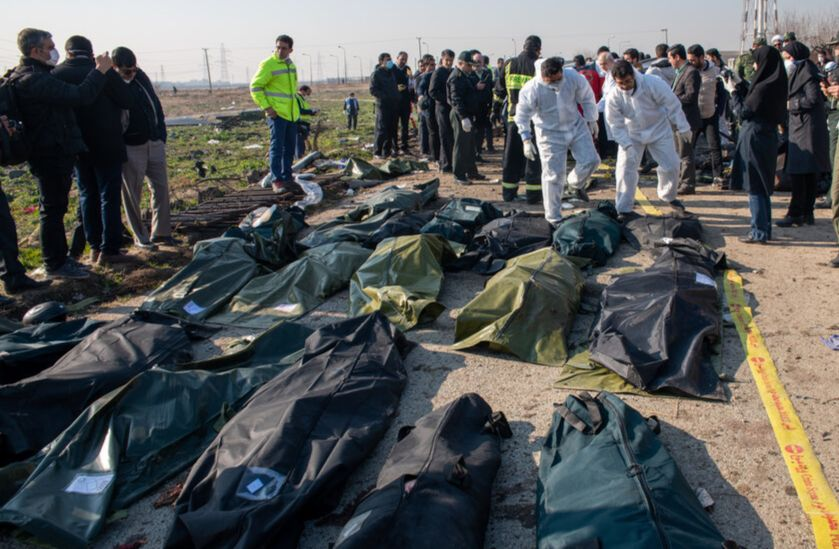

## 같이 보기
- 2020년 이란(영어판)
- 보잉 737 기종의 항공 사고 목록(영어판)
- 이란의 항공 사고 목록(영어판)
- 말레이시아 항공 17편 격추 사건
- 대한항공 007편 격추 사건